# Luis Pedemonte
Luis Alberto Pedemonte (Montevideo, 4 maggio 1920 – ...) è stato un calciatore uruguaiano, di ruolo difensore.